# Campionat del món d'escacs femení de 2013
El Campionat del món d'escacs femení de 2013 fou un matx d'escacs programat a deu partides entre el 10 i el 27 de setembre de 2013 a Taizhou, Jiangsu, Xina.
El matx es va jugar entre la campiona del món regnant Anna Uixénina, vencedora del Campionat del món d'escacs femení de 2012, i l'aspirant Hou Yifan, excampiona del món i vencedora del Grand Prix de la FIDE femení 2011-2012.
Després de set de les deu partides Hou Yifan va guanyar el matx per 5.5 a 1.5 i va recuperar així el títol.

## Enfrontaments previs
Abans del matx, i a data 23 de maig de 2013, Anna Uixénina i Hou Yifan havien jugat 8 partides l'una contra l'altra a control de temps clàssic amb les estadístiques següents:
|                                               | Victòries d'Anna Uixénina | taules | Victòries de Hou Yifan | Total |
| --------------------------------------------- | ------------------------- | ------ | ---------------------- | ----- |
| Anna Uixénina (Blanques) – Hou Yifan (Negres) | 0                         | 0      | 1                      | 1     |
| Hou Yifan (Blanques) – Anna Uixénina (Negres) | 2                         | 3      | 2                      | 7     |
| Total                                         | 2                         | 3      | 3                      | 8     |

## Format
El matx es disputà a un màxim de deu partides clàssiques a l'Hotel Taizhou, i acabaria en cas que alguna de les jugadores arribés als 5.5 punts. El control de temps se situava a 90 minuts pels primers 40 moviments, amb 30 minuts per la resta de la partida, amb un increment de 30 segons per moviment des de la primera jugada. En cas d'empat hi hauria un nou sorteig de colors i a continuació quatre partides semiràpides de 25 minuts per cap amb un increment de deu segons després de cada jugada. En cas de persistir l'empat després de les quatre semiràpides, llavors, després d'un nou sorteig de colors, es disputarien dues partides a cinc minuts amb un increment de tres segons per jugada. En cas de marcador anivellat, es disputaria un altre mini-matx de dues partides. Si encara no hi hagués guanyador després de cinc mini-matxs així (deu partides), es jugaria una partida a «mort sobtada». La bossa de premis era de 200,000 Euros amb un 60% per la guanyadora i un 40% per la perdedora si el matx es decidia en les deu partides inicials, o del 55% i 45% si el matx es decidís en els desempats.

## Calendari
| - 10 de setembre – Cerimònia d'obertura - 11 de setembre – Partida 1 - 12 de setembre – Partida 2 - 13 de setembre – Dia de descans - 14 de setembre – Partida 3 - 15 de setembre – Partida 4 - 16 de setembre – Dia de descans - 17 de setembre – Partida 5 - 18 de setembre – Partida 6 - 19 de setembre – Dia de descans | - 20 de setembre – Partida 7 - 21 de setembre – Partida 8 - 22 de setembre – Dia de descans - 23 de setembre – Partida 9 - 24 de setembre – Dia de descans - 25 de setembre – Partida 10 - 26 de setembre – Dia de descans - 27 de setembre – Partides de desempat - 28 de setembre – Cerimònia de clausura |

## Matx
El sorteig de colors es va fer durant la cerimònia d'obertura el 10 de setembre. Les primeres dues partides es varen jugar els dies 11 i 12 de setembre. Després de cada dues partides hi havia un dia de descans. Ushenina va jugar la primera partida amb blanques. Es va canviar la successió de colors a partir de la quarta partida. Hou Yifan dominà el matx, guanyant quatre partides, entaulant-ne tres, i perdent-ne només una, recuperant així el títol de campiona del món que havia perdut l'any anterior.
|                         | Ràting | 1 | 2 | 3 | 4 | 5 | 6 | 7 | Punts |
| ----------------------- | ------ | - | - | - | - | - | - | - | ----- |
| Anna Uixénina (Ucraïna) | 2500   | 0 | ½ | 0 | ½ | ½ | 0 | 0 | 1.5   |
| Hou Yifan (Xina)        | 2609   | 1 | ½ | 1 | ½ | ½ | 1 | 1 | 5.5   |